# Islam en Colombia

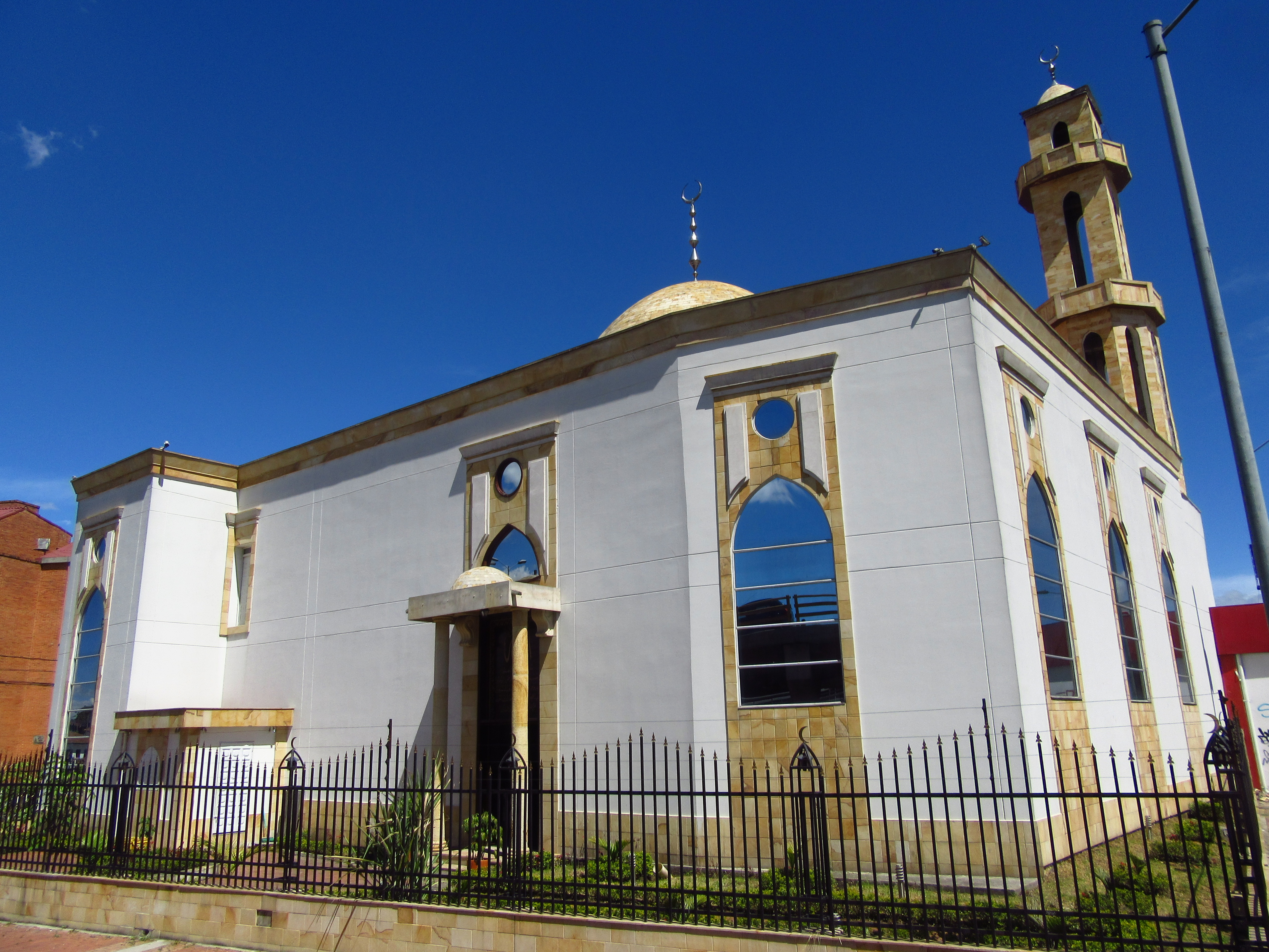
Mezquita Abou Bakr Alsiddiq en Bogotá.

El islam en Colombia ha tenido presencia desde el siglo XVI con la llegada de moriscos, musulmanes procedentes de España, y de musulmanes africanos quienes eran secuestrados y tratados como esclavos en América. Aun así, los vestigios del islam en siglos de la colonización europea desaparecieron casi por completo.

## Origen y distribución
En la actualidad, se determinó por censo que en Colombia convivían en 2018 unos 10 000 a 30 000 musulmanes practicantes del islam, según datos del Pew Research Center en 2009, procedentes de diversos países principalmente mediorientales. Entre estos se destacan libaneses y palestinos.
La Guajira es el departamento con mayor presencia del Islam, y posee la segunda mezquita más grande en Latinoamérica llamada Omar Ibn Al-Jattab ubicada en la zona céntrica de la ciudad de Maicao. También hay concentración de población en San Andrés. En La Guajira, la comunidad practicante ha experimentado crecimiento en la participación política y social.
De igual modo existen comunidades de musulmanes en Bogotá, Cali, Medellín, Pasto, Buenaventura, Cartagena, Barranquilla, Santa Marta, Bucaramanga, Cúcuta y Pereira. La mayoría de los componentes de estas ciudades son colombianos nativos conversos al islam.